# Janet Greig
Janet Lindsay Greig (8 de agosto de 1874 - 18 de octubre de 1950) fue una anestesióloga australiana y escocesa. En 2007 fue incluida en el Cuadro de honor de mujeres de Victoria.

## Primeros años y formación
Greig nació en 1847 en Broughty Ferry (Escocia), hija de Jane y Robert Greig, la segunda de siete hermanos. Asistió a la Escuela Secundaria de Dundee, hasta que la familia migró a Melbourne (Australia) en 1889, cuando ella comenzó a ir al Colegio de Señoritas de Brunswick. Su padre alentaba a ella y sus hermanos a que continuaran con su educación terciaria, y en 1891 ella y su hermana Jane se anotaron en la Escuela de Medicina de la Universidad de Melbourne.
En 1895 se graduó con honores.

## Carrera
Al año siguiente, ella y Alfreda Gamble se convirtieron en residentes en el Hospital de Melbourne; fueron las primeras dos mujeres en ocupar dicho puesto y lo hicieron no sin oposición de varios de sus colegas. Luego se convirtió en la primera anestesióloga del estado de Victoria y trabajó ad honorem en el Hospital Real de Mujeres de 1900 a 1917. Durante la Primera Guerra Mundial, Greig se presentó como voluntaria para trabajar como médica en el hospital militar de Melbourne, pero fue rechazada con el argumento de que «no había necesidad de mujeres médicas en los hospitales militares»; por eso fue contratada para seleccionar enfermeras para el servicio militar.
Durante muchos años, Greig mantuvo un consultorio privado en Fitzroy y trabajó como consultora en Collins Street, en Melbourne. Fue una de las fundadoras del Hospital de la Reina Victoria para Mujeres y Niños, donde trabajó por 54 años. Cuando se construyó un nuevo sector en el edificio, se lo bautizó con el nombre de Greig. En 1940 ingresó en el Royal Australasian College of Physicians y fue elegida presidente de la Sociedad Médica Femenina de Victoria.
Se retiró en 1947, para focalizarse en su investigación sobre la migraña; falleció en 1950, mientras estaba en Londres por un viaje de investigación.

## Reconocimiento
En 2007, Janet Greig fue incluida en el Cuadro de honor de mujeres de Victoria.